# Pierre Lévêque (helléniste)
Pour les articles homonymes, voir Pierre Lévêque et Lévêque.
Pierre Lévêque, né le 11 août 1921 à Chambéry et mort le 5 mars 2004 à Paris 15e , est un historien de la Grèce antique et helléniste.

## Biographie

### Années de formation
Fils d'un ingénieur, il passa son enfance dans le port de Bordeaux. La lecture de La Cité grecque de Gustave Glotz le poussa vers des études littéraires : il fut reçu en 1940 à l'École normale supérieure de la rue d'Ulm puis à l'agrégation de lettres en 1944. Membre de l'École française d'Athènes de 1947 à 1952, il étudie en Grèce la statuaire archaïque de Délos et fouille le site de Thasos. Il soutient en 1955, sous la direction d'André Aymard, sa thèse majeure, consacrée à Pyrrhus, roi d'Épire — la mineure était consacrée au poète athénien Agathon, sous la direction de Louis Séchan.

### Carrière universitaire
Il obtint ensuite un poste d'assistant à la Sorbonne puis à Lyon (1951). Il devint maître de conférences à l'université de Montpellier (1955) avant d'être nommé professeur, en 1957, à l'université de Besançon, où il demeura toute sa carrière. Il y gagna le surnom de « doyen rouge », en raison de son militantisme communiste. Il y créa en 1968 un Centre d'histoire ancienne, devenu ensuite une unité du CNRS sous le nom d'« Analyses des formations sociales de l'Antiquité », puis l'Institut des sciences de l'Antiquité, et en 1970 le Groupe international de recherches sur l'esclavage antique.
En février 1979, il fait partie des 34 signataires de la déclaration rédigée par Léon Poliakov et Pierre Vidal-Naquet pour démonter la rhétorique négationniste de Robert Faurisson.

### Vie privée
Il était l'époux de Monique Clavel-Lévêque.

## Publications
[réf. incomplète]
- Nous partons pour... La Grèce, 1961
- L'aventure grecque, 1964 ;
- Clisthène l'Athénien, 1964 (avec Pierre Vidal-Naquet) ;
- Nous partons pour... La Sicile, 1966; PUF
- Pierre Lévêque et Louis Séchan, Les grandes divinités de la Grèce, Éditions E. de Boccard, 1966, 448 p. (ISBN 978-2-200-37211-8)
- Empires et barbaries, 1968 ;
- Bêtes, dieux et hommes, 1985 ;
- Le Japon des mythes anciens, 1988 ;
- La Naissance de la Grèce, Paris, Éditions Gallimard, coll. « Découvertes Gallimard / Histoire » (no 86), 1990, 176 p. (ISBN 2-07-053110-4, BNF 35114295)
- Les Grenouilles dans l'Antiquité, 1994 ;
- Dans les pas des dieux grecs, 2003.